# Dracula vespertilio
Dracula vespertilio es una especie de orquídea epifita. Esta especie se distribuye en Costa Rica, Nicaragua, Colombia y Ecuador.

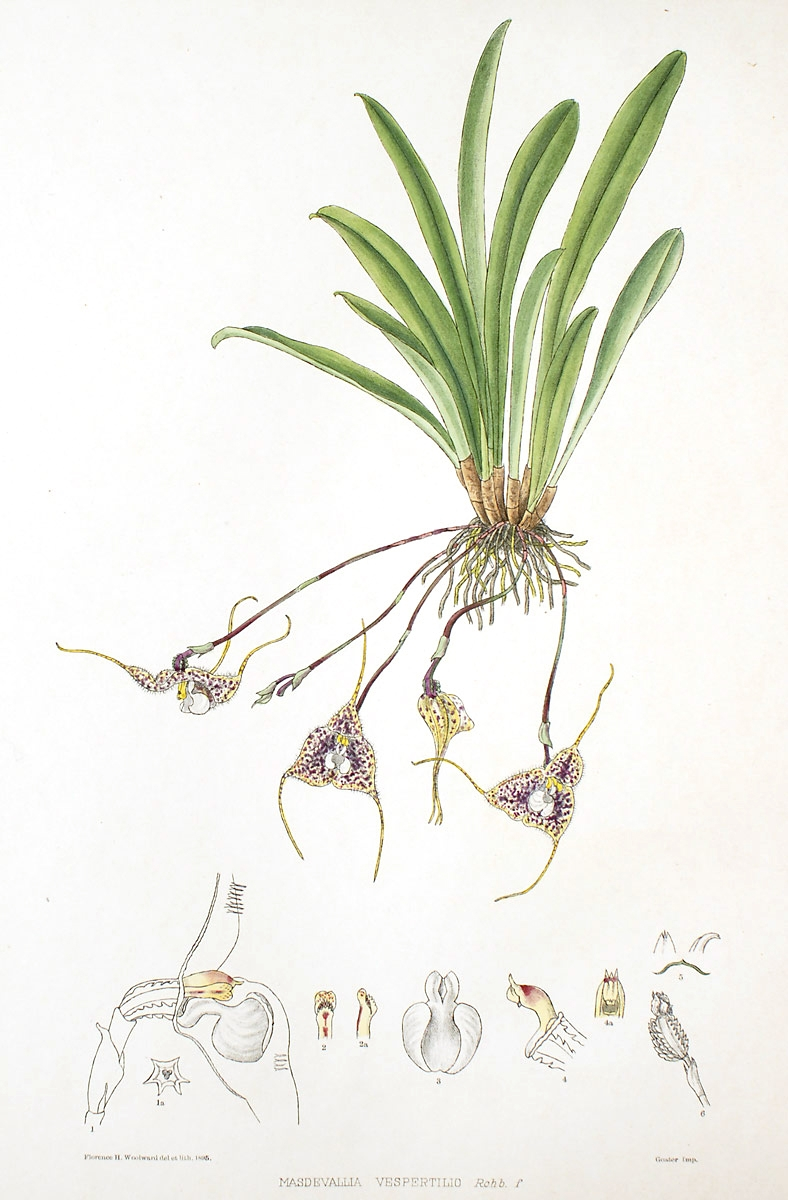
Dracula vespertilio
(como sin. Masdevallia vespertilio)
placa en:
Florence H. Woolward
The Genus Masdevallia
(1896)

## Descripción
Es una orquídea de tamaño pequeño, con hábito de epifita y con breves ramicaules   que están envuelto basalmente por 2-3 vainas sueltas, tubulares y que llevan una sola hoja, apical, erecta, delgadamente coriáceas, carinada, estrechamente elíptica, aguda, que se estrecha gradualmente abajo en la base peciolada conduplicada. Florece en una inflorescencia descendente, de 10 cm  de largo, con una (raramente 2) flores  que aparecen en el otoño e invierno.

## Distribución y hábitat
Se encuentra en Costa Rica, Nicaragua, Colombia y Ecuador en los árboles cubiertos de musgo en los bosques nublados montanos en elevaciones de 1400-2000 metros.  

## Taxonomía
Dracula vespertilio fue descrita por (Rchb.f.) Luer  y publicado en Selbyana 2(2–3): 198. 1978.
Etimología
Dracula: nombre genérico que deriva del latín y significa: "pequeño dragón", haciendo referencia al extraño aspecto que presenta con dos largas espuelas que salen de los sépalos.
vespertilio; epíteto latíno que significa "con forma de murciélago".
Sinonimia
- Masdevallia vespertilio Rchb.f. (basónimo)[5][6]